# Parapontocaris
Parapontocaris is een geslacht van kreeftachtigen uit de klasse van de Malacostraca (hogere kreeftachtigen).

## Soorten
- Parapontocaris andamanensis (Wood-Mason in Wood-Mason & Alcock, 1891)
- Parapontocaris aspera Chace, 1984
- Parapontocaris bengalensis (Wood-Mason in Wood-Mason & Alcock, 1891)
- Parapontocaris caribbaea (Boone, 1927)
- Parapontocaris levigata Chace, 1984
- Parapontocaris vicina (Dardeau & Heard, 1983)